# Naftali Bon
Naftali Bon (ur. 9 października 1945 w Kapsabet w prowincji Wielkiego Rowu, zm. 2 listopada 2018 tamże) – kenijski lekkoatleta, sprinter i średniodystansowiec, wicemistrz olimpijski z 1968.
Zdobył srebrny medal w sztafecie 4 × 400 metrów na igrzyskach olimpijskich w 1968 w Meksyku (kenijska sztafeta biegła w składzie: Daniel Rudisha, Munyoro Nyamau, Bon i Charles Asati). Na tych samych igrzyskach odpadł w ćwierćfinale biegu na 400 metrów. Odpadł w eliminacjach biegu na 800 metrów na igrzyskach Brytyjskiej Wspólnoty Narodów w 1970 w Edynburgu.
5 sierpnia 1970 w Londynie sztafeta kenijska w składzie: Bon, Nyamau, Thomas Saisi i Robert Ouko ustanowiła rekord świata w sztafecie 4 × 880 jardów wynikiem 7:11,6.
Bon zwyciężył w biegu na 800 metrów na mistrzostwach Afryki Wschodniej i Środkowej w 1969 i 1970.
Rekordy życiowe Bona:
- bieg na 400 metrów – 46,21 s (16 października 1968, Meksyk)
- bieg na 800 metrów – 1:46,50 s (12 września 1969, Echo Summit)